# French Kiss
French Kiss (engl. für Zungenkuss, wörtlich Französischer Kuss) ist eine britisch-amerikanische, romantische Screwball-Komödie aus dem Jahr 1995 des Regisseurs Lawrence Kasdan, in der die von Meg Ryan gespielte „Ex-Amerikanerin und Kanadierin in spe“ Kate nach Frankreich reist, um ihren untreuen Freund Charlie (Timothy Hutton) zurückzuerobern, und dabei eine neue Unabhängigkeit an sich entdeckt. Kevin Kline ist als französischer Lebenskünstler Luc Teyssier besetzt, Jean Reno als Polizist Jean-Paul Cardon.

## Handlung
Die US-Amerikanerin Kate lebt mit ihrem kanadischen Verlobten Charlie zusammen in Toronto und bemüht sich um die kanadische Staatsangehörigkeit. Als Charlie aus beruflichen Gründen nach Frankreich reisen muss, weigert sich Kate mitzukommen, da sie panische Angst vor dem Fliegen hat. Wenige Tage später meldet sich Charlie telefonisch und verkündet ihr, er habe sich in eine Französin verliebt und werde Kate daher verlassen. Trotz ihrer Ängste fliegt Kate nach Paris. Im Flugzeug lernt sie den kleinkriminellen Franzosen Luc Teyssier kennen, der den amerikanischen Vorurteilen über Franzosen entspricht – ein schmuddeliger Macho mit einem Hang zum Obszönen. Er versteckt in Kates Gepäck unbemerkt eine Weinrebe, in deren Umhüllung er eine gestohlene Halskette verborgen hat, damit Kate diese für ihn nichtsahnend durch die französischen Grenzkontrollen schmuggelt.
Das ist auch der Grund, dass Luc Kate vorerst nicht mehr von der Seite weicht; er gibt vor, ihr helfen zu wollen, Charlie zurückzuerobern. Hinter Luc ist auch der Polizist Jean-Paul Cardon her, dem Luc einmal das Leben gerettet hat und der ihn nun als Gegenleistung vor dem Gefängnis bewahren, aber zugleich die Kette sicherstellen will. Nach einigen erfolglosen Versuchen von Luc, Kate die Kette wieder abzunehmen, kommen die beiden einander näher.
Dank Lucs Hilfe schafft es Kate beinahe, Charlie wieder für sich zurückzugewinnen, gibt ihm aber dann doch einen Korb. Auch Luc, der dieselbe Nacht eigentlich mit Charlies neuer Verlobten verbringen sollte, denkt dabei nur an Kate. Am nächsten Morgen geben dies aber weder Kate noch Luc zu, und Kate behandelt Luc mit der gleichen selbstsicheren Unbekümmertheit, mit der sie Charlie um den Finger wickeln konnte.
An diesem Morgen soll Kate außerdem die Kette veräußern, angeblich ein Erbstück von Lucs Großmutter. Von Jean-Paul Cardon hat Kate allerdings erfahren, dass die Kette gestohlen sei und Luc nicht verhaftet werde, wenn er das Collier zurückgebe. Daraufhin überzeugt sie Luc, die Kette für ihn zu verkaufen und begründet das damit, dass sie als Frau einen höheren Preis aushandeln könne, damit Luc genug Geld habe, um das von ihm erträumte Weingut finanzieren zu können. Kate trifft sich sodann in einem Juweliergeschäft mit Jean-Paul, gibt ihm die Kette zurück und erhält einen von einem Juwelier unterzeichneten Scheck, der allerdings in Wirklichkeit auf ihre eigenen Ersparnisse zurückgeht. Als Jean-Paul sie fragt, warum sie das für Luc tue, den sie doch nie wiedersehen werde, erwidert Kate, das wisse sie nicht.
Luc ist zwar enttäuscht über den vermeintlich niedrigen Preis, freut sich dann aber trotzdem. Kate erzählt ihm, dass sie zum Flughafen müsse, wo Charlie bereits auf sie warte. Kurz darauf sieht Luc jedoch Charlie und Juliette küssend am Strand. Jean-Paul taucht hinter ihm auf und kündigt an, ihm eine Liebesgeschichte zu erzählen, zu deren Ende Luc selbst beitragen könne.
Der Zuschauer erfährt die Geschichte nicht, doch in der vorletzten Szene kommt Luc in das Flugzeug, in dem Kate vermutlich auf ihren Rückflug wartet. Er gesteht ihr seine Liebe und will nicht, dass sie irgendwohin fliege. In der letzten Szene sieht man beide sich immer wieder umarmend in einem Weinberg in Frankreich.

## Veröffentlichung
Der Film hatte in den USA am 5. Mai 1995 Premiere, 1995 startete er zudem in folgenden Ländern: Taiwan, Norwegen, Südkorea, Brasilien, Schweden, den Niederlanden, in Australien, Spanien, Frankreich, Italien, in der Schweiz, in Dänemark, auf den Philippinen, auf den Färöer, in Polen, in Griechenland (dort auch auf dem Thessaloniki International Film Festival), im Vereinigten Königreich, in der Türkei, in Japan und in Portugal. In Finnland und Ungarn wurde der Film 1996 veröffentlicht, in Estland, Argentinien und in der Tschechischen Republik 1997. Zudem lief er auch in Bulgarien, in Kanada, Kolumbien, Kroatien, Mexiko, Peru, Rumänien, Russland, Serbien, in der Slowakei, in Slowenien und in der Ukraine. Paris Match war der Arbeitstitel des Films.
In der Bundesrepublik Deutschland kam der Film am 14. September 1995 in die Kinos, in Österreich wurde er ebenfalls veröffentlicht. 

## Rezeption

### Kritik
„Im Stil alter Hollywood-Komödien kabbeln sich Meg Ryan und Kevin Kline wie einst Doris Day und Rock Hudson. Zwar ist die Story so dünn wie ein Negligee, aber freche Dialoge und die Chemie zwischen den Stars sorgen für einen entspannten Spaß. Köstlich: Jean Reno als Polizist. Fazit: Federleicht, lustig und ‚très charmant‘.“

„Eine romantische Komödie auf den Spuren klassischer Vorbilder, aber ohne deren Charme und zu sehr amerikanischen Klischee-Figuren verpflichtet.“

### Auszeichnungen
Kevin Kline und Meg Ryan wurden für den American Comedy Award als Lustigste Hauptdarsteller nominiert, konnten sich aber nicht gegen John Travolta (Schnappt Shorty) und Alicia Silverstone (Clueless – Was sonst!) durchsetzen. Die Deutsche Film- und Medienbewertung FBW in Wiesbaden verlieh dem Film das Prädikat „besonders wertvoll“.